# موسيقى تعبيرية

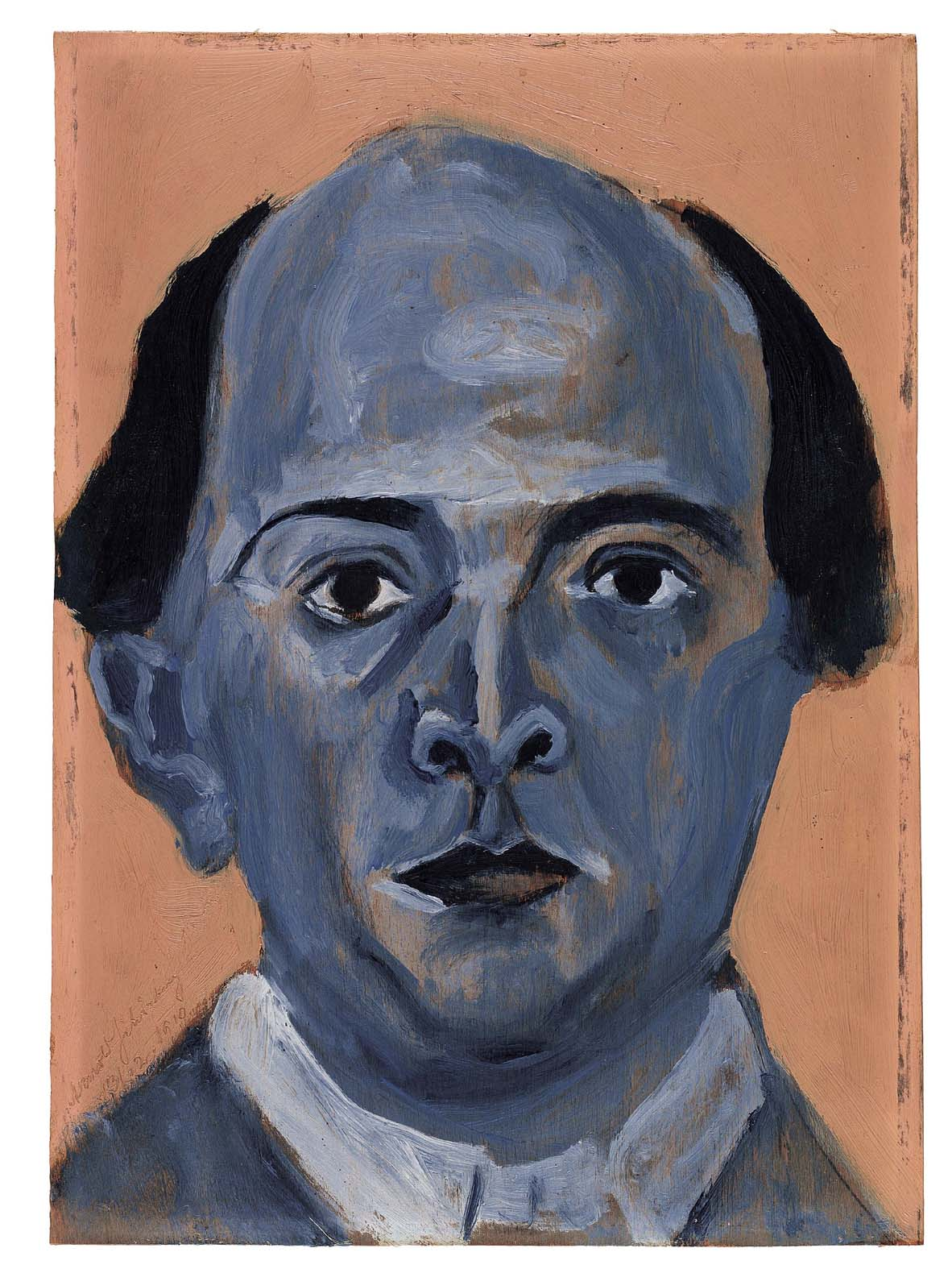

استُخدم مصطلح التعبيرية «للمرة الأولى في الموسيقى ربما في عام 1918، خصيصًا على شوينبيرغ»، نظرًا إلى أنه تجنّب، شأنه شان الرسام فاسيلي كاندينسكي (1866-1944) «أنماط الجمال التقليدية» لإيصال أحاسيس قوية في موسيقى ه (سادي 1991، 244).
ينظر ثيودور أدورنو إلى الحركة التعبيرية في الموسيقى، بوصفها سعيًا «إلى إزالة جميع العناصر النمطية للموسيقى التقليدية، كل ما هو جامد في تفاعله». ينظر إلى هذا كنظير «للمثال الأدبي عن 'الصرخة'». ينظر أدورنو أيضًا إلى الموسيقى التعبيرية بما هي سعيٌ إلى «صدق الإحساس الذاتي دون أوهام أو خداع أو عبارات ملطفة». يصفها أدورنو أيضًا بأنها معنية باللاوعي، ويذكر أن «وصف المخاوف يقع في أساس» الموسيقى التعبيرية، مع غلبة للتنافر «فينتفي العنصر المتناغم الإيجابي للفن» (أدورنو 2009، 275-276).
عادةً ما تُبرز الموسيقى التعبيرية مستوى عالٍ من التنافر وتباين شديد للديناميات وتغيراتٍ دائمة في البنيان وألحانًا وأنغامًا «مشوّهة»، وألحان خشنة مع قفزات واسعة (أنون. 2014).

## شخصيات رئيسية
الشخصيات الثلاث الرئيسية في الموسيقى التعبيرية هي آرنولد شوينبيرغ (1874-1951) وتلامذته، أنتون ويبيرن (1883-1945) وألبان بيرغ (1885-1935)، المسمّاة مدرسة فيينا الثانية. ارتبط بالتعبيرية مؤلفون آخرون هم إرنست كرينيك (1900-1991) (السمفونية الثانية 1922) وبول هينديميث (1895-1963) (دي يونغي ماغد قطعة 23ب 1922 ملحّنًا ستّ قصائد لجورج تراكل) وإيغور سترافينسكي (1882-1971) (ثلاث كلمات يابانية) وأليكساندر سكريابين (1872-1915) (سوناتات بيانو متأخرة) (أدورنو 2009، 275). كانت بيلا بارتوك موسيقية تعبيرية بارزة أخرى (1881-1945) في أعمالها الأولى، التي ألِّفت في العقد الثاني من القرن العشرين، مثل بلوبيرد كاسل (1911) (غاني 2011، 92) ذا وودين برينس (1917) (كليمينتس 2007)، وميراكيليس ماندارين (1919) (بايلي 2001، 152). كان كارل رغلز ودين روديار و«إلى حد ما» تشارلز إيفيز الذي تمثل أغنيته «وولت وايتمان» مثالًا واضحًا بشكل خاص (كارتير 1965، 9) من بين المؤلفين الأمريكيين الذين امتلكوا «رغبةً بتكثيف كهذا للتعبير» والذين كانوا ناشطين في الفترة ذاتها مثل مؤلفات شوينبيرغ التعبيرية اللانغمية الحرة (بين عامي 1908 و1921). أسلاف التعبيرية البارزين هم ريتشارد فاغنر (1813-1883) وغوستاف مالر (1860-1911) وريتشارد شتراوس (1864-1949) (أنون 2000، ميتشيل 2005، 334). المؤلفون اللاحقون، مثل بيتر ماكسويل ديفيز (1934-2016) «اعتُبروا ديمومة الفن التعبيري الخاص بشوينبيرغ وباخ وويبيرن» (غريفيثس 2002) وكانت خاصية هاينز هوليغر (ب 1939) الأكثر تميزًا «استحضارًا منهمكًا بشدة ... بالتعبيرية العاطفية الأساسية التي توجد عند شوينبيرغ وبيرغ وخصوصًا ويبيرن» (ويتال 1999، 38).

## آرنولد شوينبيرغ
ترتبط الموسيقى التعبيرية على نحو وثيق بالموسيقى التي ألّفها آرنولد شوينبيرغ بين عامي 1908 و1921، التي كانت فترته في التأليف «اللانغمي الحر»، قبل أن يُبدع تقنية الإثني عشرة نغمة (شوينبيرغ 1975، 207-208). غالبًا ما تندرج أيضًا مؤلفات الفترة ذاتها ذات المزايا المشابهة، على وجه التحديد أعمال تلامذته ألبان بيرغ وأنتون ويبيرن، تحت هذا العنوان، وقد استُخدم المصطلح أيضًا بازدراء من قبل صحافيي الموسيقى لوصف أي موسيقى تتغلب فيها محاولات المؤلف في التعبير الشخصي على الاتساق أو تُستخدم بشكل نقيض للأشكال والممارسات التقليدية (فانينغ 2001). وبذلك يمكن القول بأنها بدأت مع رباعي الأوتار الثاني لشوينبيرغ (كتبت في عامي 1907-1908) التي تصبح فيها كل حركة من الحركات الأربع تدريجيًا أقل نغميّة (فانينغ 2001). القطعة الثالثة هي حسبما يُزعم لانغمية ومقدمة الحركة الأخيرة لونيّة إلى درجة كبيرة، ويُزعم أن لا أساس نغمي لها، وتحوي غناء سوبرانو («أشعر بهواء كوكب آخر»)، مأخوذ من قصيدة ألفها ستيفان جورج. قد تكون هذه ممثلة لدخول شوينبيرغ إلى «العالم الجديد» للانغميّة (فانينغ 2001).